# Prokoško Jezero
Prokoško Jezero är en sjö i Bosnien och Hercegovina.   Den ligger i entiteten Federationen Bosnien och Hercegovina, i den centrala delen av landet, 50 km väster om huvudstaden Sarajevo. Prokoško Jezero ligger 1 633 meter över havet.
Omgivningarna runt Prokoško Jezero är en mosaik av jordbruksmark och naturlig växtlighet. Runt Prokoško Jezero är det ganska tätbefolkat, med 93 invånare per kvadratkilometer.